# Đồng bằng biển thẳm

Sơ đồ mặt cắt của bồn đại dương thể hiện mối quan hệ giữa đồng bằng biển thẳm với chân lục địa và các rãnh đại dương.

Miêu tả đới biển thẳm trong mối tương quan với các đới đại dương chính.

Đồng bằng biển thẳm là một đồng bằng dưới biển trên phần sâu của đáy đại dương, phân bố ở độ sâu giữa 3000 và 6000 m từ phần chân của dốc lục địa và sống núi giữa đại dương. Đồng bằng biển thẳm chiếm hơn 50% bề mặt của Trái Đất. Chúng nằm trong số các khu vực bằng phẳng nhất, lặng sóng nhất và ít được khám phá nhất trên Trái Đất. Đồng bằng biển thẳm có các yếu tố địa chất quan trọng đối với các bồn đại dương (các yếu tố khác như các sống núi giữa đại dương và các đồi biển thẳm). Ngoài các yếu tố này, các bồn đại dương hoạt động do liên quan đến các ranh giới kiến tạo mảng cũng bao gồm máng đại dương và đới hút chìm.
Các đồng bằng biển thẳm không được nhận dạng là các đặc điểm địa lý của đáy biển mãi cho đến cuối thập niên 1940 và mãi cho đến rất gần đây không có một nghiên cứu cơ bản hệ thống nào. Chúng được bảo tồn rất kém trong các hồ sơ trầm tích, do chúng có xu hướng bị hút chìm vào manti. Sự tạo ra đồng bằng biển thẳm là kết quả cuối cùng của sự tách giãn đáy biển và tan chảy phần bên dưới của vỏ đại dương. Magma dâng lên từ phía trên quyển mềm và khi các vật liệu bazan này lên đế bề mặt tại các sống núi giữa đại dương nó tạo nên vỏ đại dương mới. Quá trình này kéo về hai phía của đáy đại dương một cách liên tục. Các đồng bằng biển thẳm tạo ra từ phần mềm của bề mặt không bằng phẳng ban đầu của lớp vỏ đại dương bởi các trầm tích hạt mịn chủ yếu là sét và bột. Hầu hết các vật liệu này bị lắng đọng bởi các dòng xáo động được dẫn ra từ các rãnh rìa lục địa dọc theo các hẻm vực ngầm xuống vùng nước sâu hơn. Các trầm tích còn lại được cấu tạo chủ yếu bởi các trầm tích biển khơi. Các tích tụ kết hạch kim loại là phổ biến ở một số khu vực của đồng bằng này, với hàm lượng kim loại thay đổi tùy nơi, các kim loại bao gồm mangan, sắt, niken, cobalt và đồng. Các kết hạch này có thể là một nguồn tài nguyên quan trọng trong tương lai.
Một phần vì diện tích rộng lớn của chúng, hiện tại người ta tin rằng các đồng bằng biển thẳm là một nguồn đa dạng sinh học cao. Chúng cũng có những ảnh hưởng quan trọng đến chu trình cacbon trong đại dương, sự hòa tan calci cacbonat và hàm lượng CO2 trong khí quyển trong khoảng thời gian 100–1000 năm. Cấu trúc và chức năng của các hệ sinh thái biển thẳm chịu ảnh hưởng mạnh mẽ bởi tốc độ cung cấp thức ăn của đáy biển và thành phần vật chất lắng đọng. Các yếu tố như biến đổi khí hậu, đánh cá và  sự làm màu mỡ đại dương được trông đợi là có ảnh hưởng đáng kể đối với các hình thức sinh sản sơ cấp trong dải sáng rõ. Điều này chắc chắn sẽ ảnh hưởng đến dòng vật liệu hữu cơ đối với đồng bằng theo cách tương tự và do đó sẽ ảnh hưởng đến sâu sắc đến cấu trúc, chức năng và đa sạng của các hệ sinh thái biển thẳm.

## Hình thành

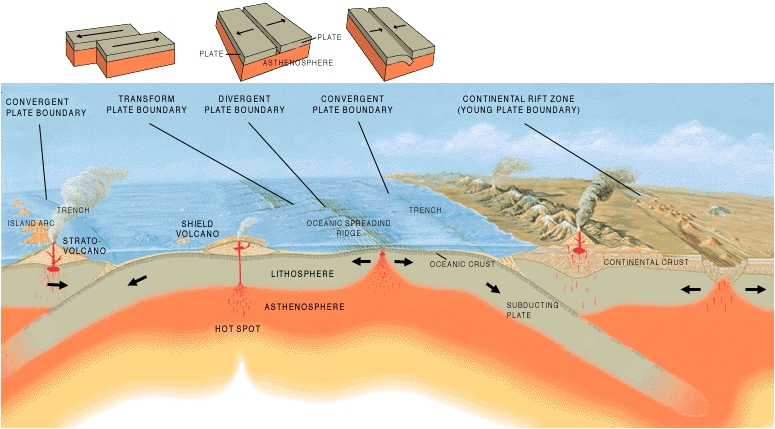
Vỏ đại dương được hình thành tại sống núi giữa đại dương, trong khi thạch quyển bị hút chìm vào quyển mềm tại các rãnh đại dương.

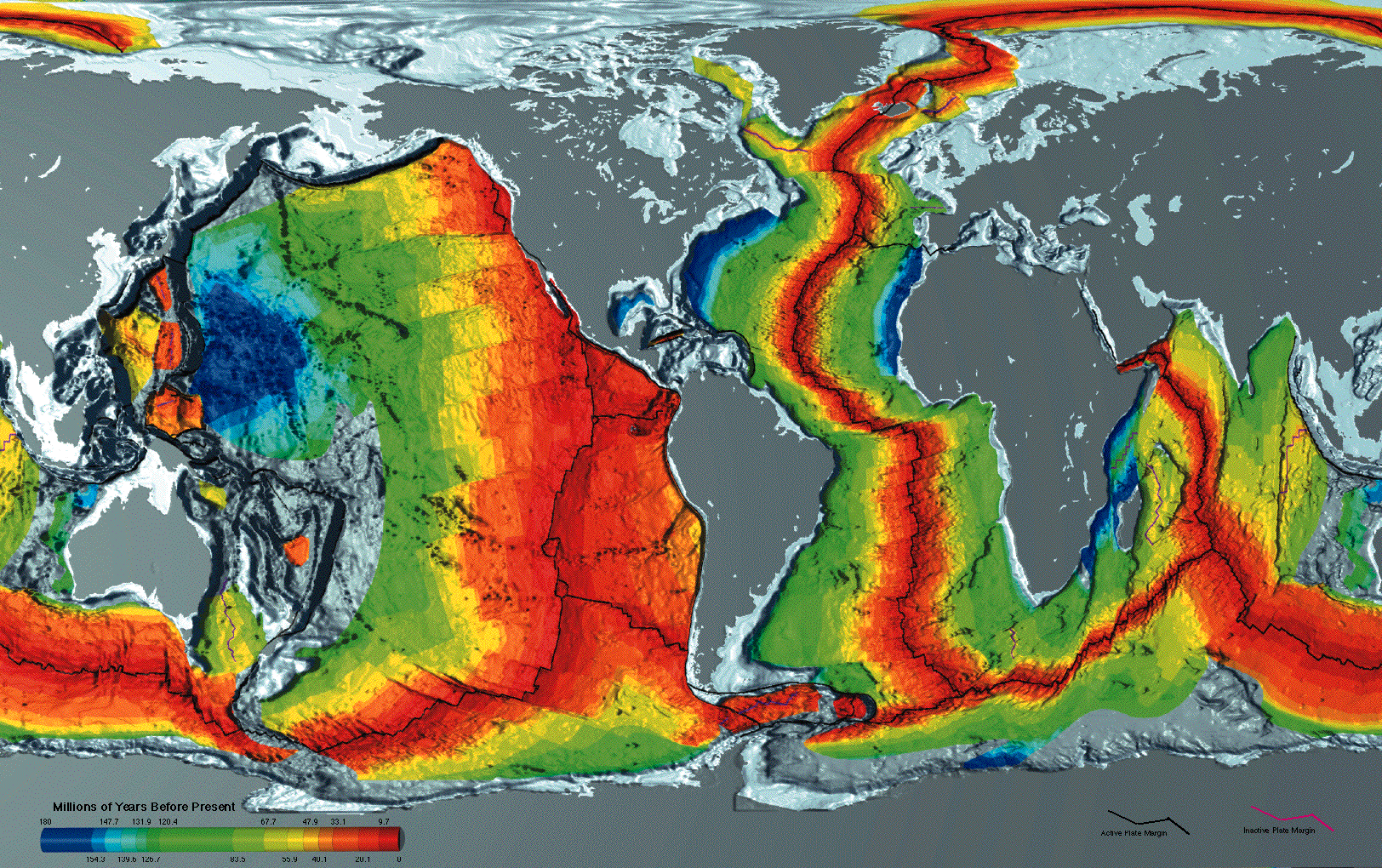
Tuổi của vỏ đại dương (đỏ là trẻ nhất, và lam là cổ nhất)

Vỏ đại dương tạo nên phần đá gốc của các đồng bằng biển thẳm, được tạo ra liên tục tại các sống núi giữa đại dương. Sự nóng chảy giãn áp liên quan đến cột manti của manti rắn có vai trò hình thành các đảo giữa đại dương như quần đảo Hawaii, cũng như vỏ đại dương tại các sống núi giữa đại dương. Hiện tượng này cũng được dùng để giải thích cho các loại bazan lũ và các cao nguyên dưới đại dương (hai loại của các tỉnh đá mác ma). Sự nóng chảy xuất hiện khi phần trên của manti nóng chảy từng phần vào mác ma khi nó dâng lên bên dưới các sống núi giữa đại dương. Mácma được dâng lên này sau đó nguội lại và hóa rắng bởi sự truyền nhiệt và đối lưu nhiệt để tạo thành vỏ đại dương mới. Sự bồi đắp xảy ra khi manti được thêm vào tại rìa đang phát triển của một mảng kiến tạo, thường liên quan đến sự mở rộng đáy đại dương. Do đó, tuổi của vỏ đại dương là một hàm số của khoảng cách từ sống núi giữa đại dương. Vỏ đại dương trẻ nhất tại sống núi giữa đại dương, và nó dần cổ hơn, lạnh hơn và đặc hơn  khi nó di chuyển ra xa sống núi giữa đại dương do tác dụng đẩy của dòng đối lưu manti.